# Kvarngölen (Tjärstads socken, Östergötland)
Kvarngölen är en sjö i Kinda kommun i Östergötland och ingår i Motala ströms huvudavrinningsområde.